# 家事・ライフ・バランス
家事・ライフ・バランスとは、「家事と自分時間の調和」を意味する言葉。家事を効率化したり、家族からのサポートを得たりすることで、主婦が家事をしっかりこなしつつ、自分のために費やせる時間も持ち、毎日をいきいき暮らすことを目指す。
「ワーク・ライフ・バランス」の重要性が認識されるようになり、就業している人の「仕事」と「生活」の調和について考える習慣は浸透してきた。この考え方では家事が「ライフ」に位置づけられる。
しかし、専業主婦にとって家事は「ワーク」である。また、有職主婦における「ライフ」の時間の多くが、実際には家事に費やされている場合もある。このような経緯から「家事をおろそかにしたくないが、自分の時間も充実させたい」という目標を示したのが「家事・ライフ・バランス」である。